# کوشک سرتنگ
کوشک سرتنگ، روستایی از توابع دهستان پل به بالا، در بخش سیمکان، شهرستان جهرم، استان فارس، ایران است. بر اساس سرشماری عمومی سال ۱۳۹۵ این روستا ۹۴۸ نفر (۲۷۹ خانوار) جمعیت دارد و سومین روستای پرجمعیت بخش سیمکان و پنجمین روستای پرجمعیت شهرستان جهرم به‌شمار می‌رود.
محصولات کشاورزی این روستا عبارت است از انگور و برنج، که انگور این روستا به دیگر نقاط ایران ارسال می‌شود.